# Alfabeto russo
O alfabeto russo ou alfabeto cirílico russo moderno é a variante do alfabeto cirílico utilizada com o idioma russo. Foi introduzido na época do domínio da Rússia de Quieve (um estado medieval dos eslavos orientais) simultaneamente à sua conversão ao cristianismo (988), de acordo com restos arqueológicos datados.
O idioma russo é escrito com esta versão moderna do alfabeto cirílico, que utiliza 33 letras: 20 consoantes (б, в, г, д, ж, з, к, л, м, н, п, р, с, т, ф, х, ц, ч, ш, щ), dez vogais (а, е, ё, и, о, у, ы, э, ю, я), uma semivogal/consoante (й), e duas letras modificadoras ou "sinais" (ь, ъ) que alteram a pronúncia de uma consoante anterior ou de uma vogal seguinte.

## Vogais
Na tabela a seguir, cada linha é análoga, aproximadamente, ao A, E, I, O, U, do português. As vogais se dividem em brandas e duras.
| Duras | IPA     | Brandas | IPA       |
| ----- | ------- | ------- | --------- |
| А     | /a/     | Я       | /ja/      |
| Э     | /e/ /ɛ/ | E       | /je/ /jɛ/ |
| Ы     | /ɨ/     | И       | /i/       |
| О     | /o/     | Ё       | /jo/      |
| У     | /u/     | Ю       | /ju/      |

## Consoantes
A maioria das consoantes podem ser tanto brandas como duras. As consoantes são:
| Tanto dura (padrão) como branda | Б, В, Г, Д, З, К, Л, М, Н, П, Р, С, Т, Ф, Х |
| Sempre duras                    | Ж, Ш, Ц                                     |
| Sempre brandas                  | Й, Ч, Щ                                     |

## Letras
A seguinte tabela apresenta as maiúsculas, junto com valores IPA para os sons de cada letra:
| А /a/ | Б /b/ | В /v/ | Г /g/  | Д /d/  | Е /je/ /jɛ/ | Ё /yo/ | Ж /ʐ/  | З /z/ | И /i/  | Й /j/  |
| К /k/ | Л /l/ | М /m/ | Н /n/  | О /o/  | П /p/       | Р /r/  | С /s/  | Т /t/ | У /u/  | Ф /f/  |
| Х /x/ | Ч /sh | Ц /ʦ/ | Ш /šč/ | Щ /ɕː/ | Ъ /-/       | Ы /ɨ/  | Ь /◌ʲ/ | Э /e/ | Ю /iu/ | Я /ia/ |

Na tabela abaixo estão todas as letras do alfabeto russo atual:
| Letra | Cursivo | Nome                            | Nome em Português | Nome antigo1                 | IPA           | Exemplo | Unicode         |
| ----- | ------- | ------------------------------- | ----------------- | ---------------------------- | ------------- | --- | --------------- |
| Аа    |         | а[a]                            | a                 | азъ [as]                     | /a/           | 'a' em caso | U+0410 / U+0430 |
| Бб    |         | бэ [bɛ]                         | bé                | буки ['bu.kʲɪ]               | /b/ ou /bʲ/   | 'b' em bola | U+0411 / U+0431 |
| Вв    |         | вэ [vɛ]                         | vé                | вѣди ['vʲe.dʲɪ]              | /v/ ou /vʲ/   | 'v' em vaca | U+0412 / U+0432 |
| Гг    |         | гэ [gɛ]                         | gué               | глаголь [glʌ'golʲ]           | /g/           | 'g' em gato | U+0413 / U+0433 |
| Дд    |         | дэ [dɛ]                         | dé                | добро [də'bro]               | /d/ ou /dʲ/   | 'd' em dedo | U+0414 / U+0434 |
| Ее    |         | е [jɛ]                          | iê                | есть [jɛstʲ]                 | /jɛ/ ou / ʲɛ/ | 'ie' em Iemanjá | U+0415 / U+0435 |
| Ёё    |         | ё [jo]                          | iô                | -                            | /jo/ o / ʲo/  | 'io' em ioiô | U+0401 / U+0451 |
| Жж    |         | жэ [ʐɛ]                         | jé                | живѣте [ʐɨ'vʲɵ.tʲə]          | /ʐ/           | 'j' em jaca | U+0416 / U+0436 |
| Зз    |         | зэ [zɛ]                         | zé                | земля [zʲɪ'mlʲa]             | /z/ ou /zʲ/   | 'z' em zebra | U+0417 / U+0437 |
| Ии    |         | и [i]                           | i                 | иже ['i.ʐɨ]                  | /i/ ou / ʲi/  | 'i' em livro | U+0418 / U+0438 |
| Йй    |         | и краткое [i 'kra.tkəjɪ]        | i breve           | и съ краткой [i s 'kra.tkəj] | /j/           | 'i' semivogal em pai | U+0419 / U+0439 |
| Кк    |         | ка [ka]                         | ka                | како ['ka.kə]                | /k/ ou /kʲ/   | 'k' em kaiser | U+041A / U+043A |
| Лл    |         | эль [ɛlʲ]                       | él                | люди ['lʲu.dʲɪ]              | /l/ ou /lʲ/   | 'l' de lata | U+041B / U+043B |
| Мм    |         | эм [ɛm]                         | ém                | мыслѣте ['mɨ.slʲɪ.tʲɪ]       | /m/ ou /mʲ/   | 'm' em mapa | U+041C / U+043C |
| Нн    |         | эн [ɛn]                         | én                | нашъ [naʂ]                   | /n/ ou /nʲ/   | 'n' em navio | U+041D / U+043D |
| Оо    |         | o [o]                           | o                 | онъ [on]                     | /o/           | 'o' em ogro | U+041E / U+043E |
| Пп    |         | пэ [pɛ]                         | pé                | покой [pʌ'koj]               | /p/ ou /pʲ/   | 'p' em pato | U+041F / U+043F |
| Рр    |         | эр [ɛr]                         | ér                | рцы [rʦɨ]                    | /r/ ou /rʲ/   | 'r' em caro | U+0420 / U+0440 |
| Сс    |         | эс [ɛs]                         | és                | слово ['slo.və]              | /s/ ou /sʲ/   | 's' em sapo | U+0421 / U+0441 |
| Тт    |         | тэ [tɛ]                         | té                | твердо [tvʲɛ.rdə]            | /t/ ou /tʲ/   | 't' em tatu | U+0422 / U+0442 |
| Уу    |         | у [u]                           | u                 | укъ [uk]                     | /u/           | 'u' em Ubatuba | U+0423 / U+0443 |
| Фф    |         | фэ [fɛ]                         | éf                | фертъ [fʲɛrt]                | /f/ ou /fʲ/   | 'f' em faca | U+0424 / U+0444 |
| Хх    |         | ха [ha/ja]                      | rá                | хѣръ [xʲɛr]                  | /h/           | 'r' em rato ou 'rr' em carro | U+0425 / U+0445 |
| Цц    |         | це [ʦɛ]                         | tsé               | цы [ʦɨ]                      | /ʦ/           | 'ts' em tsé-tsé | U+0426 / U+0446 |
| Чч    |         | че [ʨɛ]                         | tché              | червь [ʨervʲ]                | /ʨ/           | 'tch' em atchim | U+0427 / U+0447 |
| Шш    |         | ша [ʂa/sh]                      | shá               | ша [ʂa]                      | /ʂ/sh         | 'x' em xícara | U+0428 / U+0448 |
| Щщ    |         | ща [ɕːa/chsh]                   | shchá             | ща [ɕtɕa]                    | /ɕː/          | 'chtch' como em Odebrecht | U+0429 / U+0449 |
| Ъъ    |         | твёрдый знак ['tvʲо.rdəj 'znak] | sinal duro        | еръ [jer]; I                 | Note2         | Sinal de "engrossamento" da consoante anterior. Oposto ao Myagkiy Znak.                                                                         | U+042A / U+044A |
| Ыы    |         | ы [ɨ]                           | y                 | еры ['jɛ.rɨ]                 | /ɨ/5          | 'e' no português europeu em dedal | U+042B / U+044B |
| Ьь    |         | мягкий знак ['mʲækʲɪj 'znak]    | sinal brando      | ерь [jerʲ]                   | / ʲ/3         | Sinal de "abrandamento" da consoante anterior. Faz efeito parecido com H em português depois das consoantes como em LHAMA (diferença para LAMA) | U+042C / U+044C |
| Ээ    |         | э оборотное ['ɛ ə.bʌ'ro.tnəjɪ]  | é                 | -                            | /ɛ/           | 'é' em época | U+042D / U+044D |
| Юю    |         | ю4 [ju]                         | iú                | ю [ju]                       | /ju/ o / ʲu/  | 'iu' em Iugoslávia | U+042E / U+044E |
| Яя    |         | я [ja]                          | iá                | я [ja]                       | /ja/ o / ʲa/  | 'ia' em Iara | U+042F / U+044F |

## Letras históricas
Letras que não mais fazem parte do alfabeto russo.
| Letra                                  | Cursivo                   | Nome                      | Nome antigo                                                | Letra russa semelhante    | IPA                       | Exemplo                   |
| Letras eliminadas em 1918              | Letras eliminadas em 1918 | Letras eliminadas em 1918 | Letras eliminadas em 1918                                  | Letras eliminadas em 1918 | Letras eliminadas em 1918 | Letras eliminadas em 1918 |
| -------------------------------------- | ------------------------- | ------------------------- | ---------------------------------------------------------- | ------------------------- | ------------------------- | ------------------------- |
| Іі                                     |                           | I desyaterichnoye         | і десятеричное [i]                                         | и ou й                    | /i/ or / ʲi/              | 'i' em ir                 |
| Ѳѳ                                     |                           | fita                      | ѳита [fʲɪ'ta]                                              | ф                         | /f/ ou /fʲ/               | como em foca              |
| Ѣѣ                                     |                           | yat                       | ять [jætʲ]; Yat                                            | е                         | /jɛ/ ou / ʲɛ/             | como е                    |
| Ѵѵ                                     |                           | Ijitsa                    | ижица ['i.ʐɨ.tsə]                                          | geralmente и              | /i/ ou / ʲi/              | como и                    |
| Letras em desuso antes do século XVIII |                           |                           |                                                            |                           |                           |                           |
| Ѕѕ                                     | -                         | Zielo                     | зѣло ['zʲɛ.lə]                                             | з                         | /dz/, /z/ ou /zʲ/         | como з                    |
| Ѯѯ                                     | -                         | Ksi                       | кси [ksʲi]                                                 | кс                        | /ks/ ou /ksʲ/             | como кс                   |
| Ѱѱ                                     | -                         | Psi                       | пси [psʲi]                                                 | пс                        | /ps/ ou /psʲ/             | como пс                   |
| Ѡѡ                                     | -                         | Omega                     | омега [ʌ'mʲɛ.gə]                                           | о                         | /o/                       | como о                    |
| Ѫѫ                                     | -                         | Yus Bolshoy               | юсъ большой ['jus bʌlʲ'ʂoj], Yus                           | у                         | /u/,/ju/ ou / ʲu/         | como у o ю                |
| Ѧѧ                                     | -                         | Yus Malyy                 | юсъ малый ['jus 'mɑ.lɨj]                                   | я                         | /ja/ ou / ʲa/             | como я                    |
| Ѭѭ                                     | -                         | Yus bolshoy iotirovannyy  | юсъ большой іотированный ['jus bʌlʲ'ʂoj jʌ'tʲi.rə.vən.nɨj] | ю                         | /ju/ ou / ʲu/             | como ю                    |
| Ѩѩ                                     | -                         | yus malyi iotirovannyy    | юсъ малый іотированный ['jus 'mɑ.lɨj jʌ'tʲi.rə.vən.nɨj]    | я                         | /ja/ ou / ʲa/             | como я                    |

## Os nomes das letras
1. Até aproximadamente 1900, os nomes mnemônicos herdados da Igreja eslava eram usados para as letras. Pode-se ver aqui na ortografia pré-1918 do alfabeto civil pós-1708.
Como a maioria dos nomes antigos é obviamente nativa, tem-se argumentado que a leitura da lista na ordem tradicional produz um estilo de hino para a arte da linguagem, uma ordem moral:
| аз буки веди            | Conheço letras.                             |
| глаголь добро есть      | Falar é benéfico                            |
| живете зело земля       | Vive de verdade (nesta) terra               |
| иже и како люди мыслете | a cal, de onde pensastes como seres humanos |
| наш он покой            | é por nossa tranquilidade                   |
| рцы слово твердо        | da palavra firmemente                       |
| ук ферт хер цы          | [daqui em diante...]                        |
| червь ша ер ять юс      | [...o significado é muito obscuro]          |

## As letras não-vocalizadas
- O sinal duro ъ indica que a consoante precedente não está palatalizada. Sua pronúncia original, perdida por volta de 1400 ou antes, era de um muito curto som estilo xwa, usualmente latinizado como ŭ.

- O sinal brando ь indica que a consonante precedente está palatalizada. A sua pronúncia original, perdida por volta de 1400 ou antes, era a de um muito curto som estilo xwa com iod (palatalizado), usualmente latinizado como ĭ.

## As vogais
- .As vogais е, ё, и, ю, я palatalizam a consoante precedente, e todas elas, exceto и, ficam iotadas (com [j] precedendo). O и inicial foi usado até o sec. XIX.

- .O ы é uma antiga vogal intermediaria tensa do Eslavonico comum, que melhor manteve sua pronunciação original no russo moderno que em outras línguas eslavas. Originalmente nasalizava-se em certas posições: OR камы /kam1~/ R камень /kam'en'/ "rock".  A sua forma escrita desenvolveu-se assim:  ъ + і > ъı > ы.

- .O э foi introduzido em 1708 para distinguir o /e/ não-iotado/não-palatalizado do que é iotado/palatalizado е. O uso original fora е para o não-iotado /e/, ıє ou  para o iotado, mas ıє ficou em desuso no século XVI.

- O ё, introduzido por Lomonosov no séc. XVIII, marca o som /io/ que historicamente evoluiu desde o /ie/ acentuado, um processo que segue a produzir-se hoje em dia. A letra ё é opcional: é correto formalmente escrever e para /ie/ e mais para /io/. Nenhuma das várias tentativas no século XX de obrigar ao uso do ё teve êxito, e supõe-se que o uso de computadores debilitou-o, por causa da sua posição nos teclados russos atuais.

## Letras eliminadas em 1918[12]
- O і, idêntico na sua pronúncia ao и, se usava somente diante de vogais, por exemplo, Нью-Іоркъ (/n'ju jork/, "New York") e na palavra міръ (/mir/, "mundo") e os seus derivados, para o distinguir do (etimologicamente equivalente) миръ (também de pronúncia /mir/, "paz").

- (Ѳ ou fita), derivada da letra grega theta (θ), como no grego bizantino, tinha uma pronúncia igual ao ф, porém usava-se etimologicamente.

- ou Yat tinha originalmente um som distinto, mas na metade do século XVIII ficou com a mesma pronúncia que е na linguagem padrão. Desde a reforma da ortografia russa em 1918, na qual foi decidida sua eliminação do alfabeto russo, ficou apenas como símbolo residual da ortografia antiga.

- Υ, υ (o grego úpsilon) era idêntico na sua pronúncia ao и /i/, como no grego bizantino, mas usava-se etimologicamente, até que se tornou cada vez mais esporádico e desapareceu após a reforma do alfabeto russo de 1918.

## Valores numéricos
19. Os valores numéricos correspondem aos números gregos, como S que se usa para o digamma, Ч para o koppa, e Ц para o sampi. O sistema foi abandonado para propósitos seculares em 1708, depois de um período transitório de cerca de um século; continua em uso pela igreja eslava.

## Configuração do teclado
Em um teclado russo, as letras estão organizadas da seguinte maneira: